# 松前資広
松前 資広（まつまえ すけひろ、旧字体：松󠄁前󠄁 資󠄁廣）は、江戸時代中期の大名。蝦夷地松前藩の第7代藩主。官位は従五位下若狭守。

## 略歴
享保11年（1726年）、第6代藩主・松前邦広の長男として誕生。
元文5年（1740年）11月15日、8代将軍・徳川吉宗にお目見えする。同年12月21日、従五位下若狭守に叙任する。寛保3年（1743年）8月16日、父・邦広の死去により、家督を相続する。
明和2年（1765年）3月19日、死去。享年40。

## 系譜
父母
- 松前邦広（父）
- 梅好子、佐尾子 ー 土橋武則の娘、側室（母）

正室
- 弁子 ー 八条隆英の娘

側室
- 勘子 ー 長倉長左衛門貞義の娘

正室
- 松前道広（長男）生母は弁子（正室）
- 蠣崎波響[注釈 1]（五男）生母は勘子（側室）
- 照子 ー 松前等広室
- 池田頼完
- 難波武広
- 秀子 ー 蠣崎広命室
- 蠣崎広文
- 玉子 ー 松前広典室後に横井重賢室
- 古田信真